# مايك ألن (شاعر)
مايك ألن (بالإنجليزية: Mike Allen)‏ (1969، منيابولس في الولايات المتحدة)؛ كاتب وروائي أمريكي.